# Geringswalde
Geringswalde es un municipio situado en el distrito de Sajonia Central, en el estado federado de Sajonia (Alemania), a una altitud de 270 metros. Su población a finales de 2016 era de unos 4300 habitantes y su densidad poblacional, 140 hab/km².